# Брукс, Престон
Престон Смит Брукс (англ. Preston Smith Brooks; 5 августа 1819 — 27 января 1857) — американский политик и член Палаты представителей США от Южной Каролины с 1853 года до своей отставки в июле 1856 года и снова с августа 1856 года до своей смерти, член Демократической партии.
Брукс наиболее известен своим нападением на республиканского сенатора-аболициониста Чарльза Самнера 22 мая 1856 году, которого он избил почти до смерти в зале Сената США за речь против рабства, в которой Самнер оскорбил двоюродного брата Брукса, сенатора от Южной Каролины Эндрю Батлера.
Избиение Брукса серьезно ранило Самнера, который в течение трех лет не мог вернуться в Сенат. Несмотря на это, законодательный орган Массачусетса переизбрал его в 1856 году и оставил его место вакантным на время его отсутствия.
Попытка исключить Брукса из Палаты представителей провалилась, и он получил лишь символическое наказание по уголовному делу. Он сложил с себя полномочия в июле 1856 года, чтобы позволить своим избирателям высказать свое мнение о его поведении и был переизбран на внеочередных выборах в августе, чтобы заполнить вакантное место, образовавшееся в результате его собственной отставки. Он был переизбран на полный срок в ноябре 1856 года, но умер в январе 1857 года, за пять недель до вступления в должность.